# Laurent Sagalovitsch
Laurent Sagalovitsch, né le 25 octobre 1967 à Montreuil-sous-Bois, est un écrivain et blogueur français et canadien. Après avoir longtemps vécu à Vancouver, il vit désormais en France.

## Biographie
Né en 1967 d'un père belge ashkénaze et d'une mère tunisienne séfarade professeure de lettres classiques, Laurent Sagalovitsch est très jeune fasciné par le continent et la culture américaine. Il développe également une passion pour le football, Louis de Funès et Malcolm Lowry.
Il est critique littéraire dans divers quotidiens et hebdomadaires tels que  Libération, Les Inrockuptibles et L'Événement du jeudi.
Il reçoit en 1997 la bourse de la fondation Hachette pour son deuxième roman, La Canne de Virginia où il met en scène les dernières heures de Virginia Woolf à travers les yeux de son mari, Leonard Woolf. Son troisième roman, Loin de quoi ?, est le coup de cœur du magazine Le Point en 2005. Ce roman est le premier volet d'une trilogie avec La Métaphysique du hors-jeu et Un juif en cavale mettant en scène le personnage de Simon Sagalovitsch errant entre Vancouver, Paris et Tel-Aviv.
Son œuvre romanesque interroge le cœur de l’identité juive sous tous ses aspects avec sous-jacente une interrogation sur la portée et les ramifications de l'Holocauste dans la construction mentale du juif contemporain. Comment accepter le pari de vivre sous l'ombre écrasante de la Shoah ?
Il anime depuis 2011 un blog sur Slate.fr, intitulé You will never hate alone, où il jette un regard acide sur la société qui l'entoure tout en racontant ses déboires personnels et autres obsessions particulières. Rédigé sous forme de chroniques ( plus de mille ), le blog tient tout autant du journal intime que de lieu d'observation de la société et de ses soubresauts.
En 2016, il publie Vera Kaplan inspiré par l'histoire de Stella Goldschlag, jeune Berlinoise juive qui collabore avec la Gestapo pour sauver sa famille,,,,,,.
Son roman Le Temps des orphelins, sorti en 2019, décrit le récit d'un jeune rabbin américain engagé auprès des troupes alliées, confronté à l'horreur de la découverte des camps en avril 1945. Il est sélectionné dans la catégorie grand prix de fiction de la Société des gens de lettres (SGDL) et reçoit un Canadian Jewish Literacy Awards dans la catégorie Holocaust Literature.
En 2021, il prête sa plume pour l'autobiographie de Saïd Taghmaoui, parue sous le titre De la haine à Hollywood aux éditions Le Cherche midi.
En mars 2024, il publie son huitième roman, Le Dernier Été de Gustav Mahler aux éditions le Cherche midi dans lequel il relate l'histoire de l'adultère d'Alma Mahler avec Walter Gropius lors de l'été 1910 qui provoqua l'effondrement mental du musicien.
En avril 2025, sort son neuvième ouvrage, Joue-là comme Godard, aux éditions Les livres de la promenade. Basée sur une idée de Jean-Luc Godard, le livre raconte, le tournoi de Roland Garros sous un angle inédit, entre exercice d'autofiction, essai, reportage.

## Œuvre

### Romans et récits
- Dade City, Arles, Actes Sud, 1996, 141 p. (ISBN 2-7427-0874-X)[17]
- La Canne de Virginia, Arles, Actes Sud, 1998, 107 p. (ISBN 2-7427-1848-6)
- Loin de quoi ?, Arles, Actes Sud, 2006, 170 p. (ISBN 2-7427-5300-1)[18]
- La Métaphysique du hors-jeu, Arles, Actes Sud, 2010, 155 p. (ISBN 978-2-7427-9558-1)[19]
- Un juif en cavale, Arles, Actes Sud, 2013, 224 p. (ISBN 978-2-330-01419-3)[20]
- Vera Kaplan, Paris, Buchet/Chastel, 2016, 144 p. (ISBN 978-2-283-02997-8)[21],[22]
- Le Temps des orphelins, Paris, Buchet/Chastel, 2019, 224 p. (ISBN 978-2-283-03323-4)[23]
- Le Dernier Été de Gustav Mahler, Paris, Le Cherche midi, 2024, 240 p. (ISBN 978-2-7491-7809-7)
- Joue-là comme Godard, Nice. Les livres de la promenade. 2025, 160 pages [24]

### Collaboration
- Saïd Taghmaoui, De la haine à Hollywood (autobiographie), éditions Le Cherche midi, 2021

### Traductions à l'étranger
- La Canne de Virginia est traduit en italien sous le titre Il bastone di Virginia Woolf[25] et en espagnol sous le titre El baston de Virginia
- Loin de quoi ? est traduit en italien sous le titre Lontana da cosa ?
- Le dernier été de Gustav Mahler est traduit en tchéque sous le titre, Alma, Mahler a Gropius[26]

## Distinctions
- 1997 : Lauréat de la fondation Jean-Luc Lagardère[27]
- 2016 : Finaliste du Prix des lecteurs de L'Hebdo[28]
- 2016 : Finaliste du Prix du Parisien Magazine[29]
- 2020 : Canadian Jewish Literacy Awards pour Le Temps des orphelins[réf. nécessaire].